# 戦国大統領
『戦国大統領』（せんごくだいとうりょう）は、1963年（昭和38年）3月7日 - 同年11月28日、東伸テレビ映画・東映・毎日放送の共同製作、NETテレビ系列で毎週木曜19:30 - 20:00に放映された日本の時代劇テレビ映画である。全39回。16mmフィルムで撮影、完成された。

## キャスト
- 織田信長：伏見扇太郎
- 豊臣秀吉：杉山光宏→藤間良輔
- 明智光秀：尾上鯉之助
- 濃姫：朝倉晴子
- 木下弥右衛門：石黒達也
- 大政所：東竜子

## スタッフ・データ
- 放送期間 : 1963年（昭和38年）3月7日 - 同年11月28日
- 放送時間 : 木 19:30 - 20:00 / 30分
- 脚本：岸生朗
- 製作：東伸テレビ映画、東映、毎日放送（MBS）
- フォーマット : 白黒テレビ映画 - 16mmフィルム - モノラル音声
- 製作国 :  日本
- 放映ネットワーク : NETテレビ（現在のテレビ朝日）ANN系列

| 毎日放送制作、NETテレビ系列 木曜19時台後半 | 毎日放送制作、NETテレビ系列 木曜19時台後半 | 毎日放送制作、NETテレビ系列 木曜19時台後半      |
| 前番組                                     | 番組名                                     | 次番組                                          |
| ------------------------------------------ | ------------------------------------------ | ----------------------------------------------- |
| 笑いのキング ※MBS制作かNET制作かは不明     | 戦国大統領 （1963年3月 - 1963年11月）      | 野生の王国 （第1期） （1963年12月 - 1965年4月） |